# Министерство внутренних дел Афганистана
Министерство внутренних дел Афганистана (пушту د افغانستان د کورنیو چارو وزارت‎) — ведомство, отвечавшее за обеспечение правопорядка и борьбу с преступностью в Исламской Республике Афганистан. Министерство включало в себя Афганскую национальную полицию, Афганские специальные силы по борьбе с наркотиками, полицию Афганистана по борьбе с наркотиками и Афганские силы общественной защиты. Министерству также было подведомственно Главное управление тюрем и центров содержания под стражей. Штаб-квартира МВД находилась в Кабуле.

## Список министров
Министр также является членом кабинета министров, отвечающим за управление провинциями Афганистана.
| Имя                      | Даты                               | Примечания |
| ------------------------ | ---------------------------------- | --- |
| Абд аль-Гафур Хан        | 1929                               | Саккавист |
| Мохаммад Гул Хан Моманд  | 1930-е                             | |
| Мухаммед Файз            | 1973 — 1975                        | |
| Абдул Кадыр Нуристани    | 1975 — 28 апреля 1978              | |
| Нур Ахмад Нур            | 30 апреля 1978 — 11 мюля 1978      | |
| Мохаммад Аслам Ватанджар | 11 июля 1978 — 1 апреля 1979       | |
| Шерджан Маздурьяр        | 1 апреля 1979 — 28 июля 1979       | |
| Мохаммад Аслам Ватанджар | 28 июля 1979 — 19 сентября 1979    | |
| Факир Мохаммад Факир     | 19 сентября 1979 — 28 декабря 1979 | |
| Сайид Мохаммад Гулябзой  | 28 декабря 1979 — 15 ноября 1988   | |
| Мохаммад Аслам Ватанджар | 15 ноября 1988 — 6 марта 1990      | |
| Раз Мохаммад Пактин      | 6 марта 1990 — 16 апреля 1992      | |
| Кари Ахмадулла           | 1996 — ????                        | |
| Хайрулла Хаирхва         | 1997 — 1998                        | - Служил в должности главы МВД в Исламском Эмирате Афганистан |
| Абдур Раззак             | ???? — май 2000 —????              | - Был министром внутренних дел Талибана в мае 2000 года в Исламском Эмирате Афганистан. |
| Юнус Кануни              | 7 декабря 2001 — 19 июня 2002      | - Участвовал в Боннской конференции, назначившей Хамида Казрая лидером Афганского временного правительства. - Лидер Северного альянса - Подал в отставку с поста главы МВД, перешёл на должность министра образования - Участвовал в президентской гонке против Хамида Казрая. |
| Тадж Мохаммад Вардак     | 19 июня 2002 — 28 января 2003      | |
| Али Ахмад Джалали        | 28 января 2003 — 27 сентября 2005  | - Экс-директор Афганского отделения Голоса Америки. |
| Ахмад Мокбель Зарар      | 28 сентября 2005 — 11 октября 2008 | - Был замминистра во время отставки Джалали. - Был назначен врио министра до того, как его назначение стало постоянным |
| Мохаммад Ханиф Атмар     | 11 октября 2008 — июль 2010        | - Ранее был министром образования. |
| Бисмилла Мохаммади Хан   | июль 2010 — 15 сентября 2012       | - Ранее был Начальником штаба Армии Афганистана. |
| Муджтаба Патанг          | 15 сентября 2012 — 22 июля 2013    | |
| Мохаммад Омар Даудзай    | 1 сентября 2013 — 9 декабря 2014   | |
| Мохаммад Аюб Саланги     | 9 декабря 2014 — 27 января 2015    | |
| Нур-уль-Хак Улюмии       | 27 января 2015 — 24 февраля 2016   | |
| Тадж Мохаммад Джахид     | 24 февраля 2016 — 13 августа 2017  | |
| Вайс Ахмад Бармак        | 13 августа 2017 — 23 декабря 2018  | |
| Амрулла Салех            | 23 декабря 2018 — 19 января 2019   | |
| Масуд Андраби            | 19 января 2019 — 19 марта 2021     | [ 9 ] [ 10 ] |
| Хаятулла Хаят            | 19 марта 2021 — 19 июня 2021       | [ 11 ] |
| Абдул Саттар Мирзаквал   | 19 июня 2021 — 15 августа 2021     | [ 12 ] |
| Ибрагим Садр             | 24 августа 2021 — 7 сентября 2021  | |
| Сираджуддин Хаккани      | с 7 сентября 2021                  | |

- Афганская местная полиция
- Афганская национальная полиция
- Афганская пограничная полиция
- Афганские специальные силы по борьбе с наркотиками
- Полиция Афганистана по борьбе с наркотиками
- Афганские силы общественной защиты

## Во время правления талибов
Мохаммад Хаксар, бывший заместитель министра внутренних дел Талибана, примечателен тем, что, как сообщается, шпионил за Талибаном. Хаксар был убит 14 января 2006 года боевиками талибов. Хаксар занимал пост министра внутренних дел с 1995 по 1997 год. Его сменил Хайрулла Хайрхва, затем Абдул-Раззак Ахундзаде).
Аналитики Объединенной оперативной группы Гуантанамо по борьбе с терроризмом описали Хайруллу Хайрхву как бывшего министра внутренних дел Талибана. Однако, во время своего второго ежегодного слушания в Административном контрольном совете, Хайрулла Хайрхва оспорил это утверждение.